# Lepidoblepharis peraccae
Lepidoblepharis peraccae är en ödleart som beskrevs av  George Albert Boulenger 1908. Lepidoblepharis peraccae ingår i släktet Lepidoblepharis och familjen geckoödlor. Inga underarter finns listade i Catalogue of Life.